# Мугам

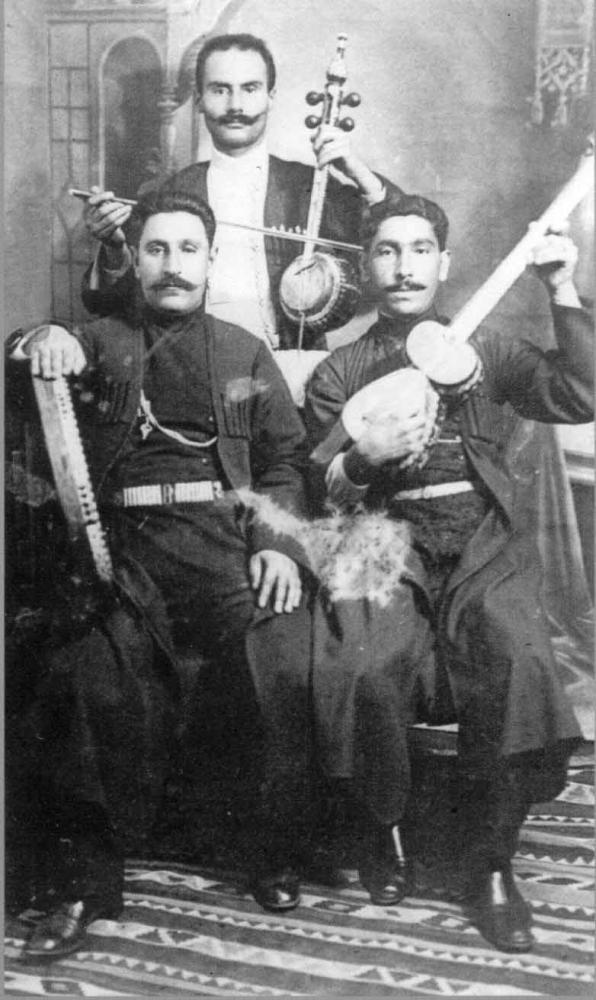
Фарзалієв з ансамблем

Мугам (азерб. Muğam, مقام), або Мугамат (азерб. Muğamat) — один з основних жанрів азербайджанської традиційної музики, багатоактний вокально-інструментальний твір. Мугам — це також загальна назва ладів азербайджанської музики. Мугаму характерний імпровізаційний тип мелодійного розгортання на основі певного мугам-ладу. Мугам виконуються як повністю (дестґях), так і по частинах співаком-солістом (ханенде) з інструментальним супроводом або у вигляді сольних інструментальних творів (на тарі, кеманчу та ін.).
Мугам вважається азербайджанським різновидом, по суті, єдиної музичної традиції та практики музикування, поширеної в культурах Близького і Середнього Сходу (див. макам), поряд з арабським і турецьким макамами, перським дестґяхом та іншими локальними представниками мугамно-макамної традиції. Самостійного значення йому надав розвидок академічної музики в Азербайджані, який там відбувався на основі вивчення та інтегрування народної традиції завдяки як музичній (творчій), так і теоретичній праці, зокрема, Узеїра Гаджибекова та композиторів азербайджанської школи.
У 2008 ЮНЕСКО оголосило мугам одним із шедеврів усної і нематеріальної культурної спадщини людства.

## Загальна характеристика
Слово «мугам» теоретики відносять до ладу (особливо до ладів звукоряду як основної категорії модального ладу), типової мелодії (мелодійної формули), техніки композиції (спосіб організації текстомузикальної форми), і до жанру в цілому.
В даний час в азербайджанській музиці мугамами називають не тільки сім основних мугамів — Сеґях, Чарґях (Чахарґях), Раст, Баяти-Шираз, Шур, Хумаюн, Шуштер, але і їх численні варіанти — Баяти-Ґаджар, Баяти-Ісфахан, Харидж Сеґях, Орта Сеґях, Мірза Хусейн Сеґях, Йетім Сеґях, Сеґях-Забул, Махур, Мухаліф, Дюґях та ін.

## Історія

### Світове визнання
Перша грамплатівка, на яку були записані мугами у виконанні азербайджанських сазандаров, в тому числі знаменитого ханенде Джаббара Кар'ягдиогли, побачила світ у 1906 році. Випустило цю грамплатівку англійське акціонерне товариство «Грамофон». У період з 1906 по 1914 роки відразу кілька європейських фірм грамзапису, серед яких були такі фірми як французька компанія «Братів Пате», німецьке АТ «Спорт-Рекорд», російські «Монарх-Рекорд», «Грамофон-Рекорд», «Концерт-рекорд», «Прем'єр-рекорд» і «Екстрафон», випустили десятки платівок із записами азербайджанських мугамів, тесніфів і дестґяхів.

### Період залізної завіси
Починаючи з 1930-х мугам, як і вся народна музична культура народів СРСР, потрапляє під найжорстокіший контроль держави, і тим самим переживає свої найгірші часи. На довгі роки перекривається доступ азербайджанській національної музики на міжнародну арену. У свідомості людей мугам (мугамат) насильно утверджується як примітивне мистецтво, що, однак, не змогло знизити інтерес здебільшого інтелігенції до усної музичної традиції.
Однак в 1970-ті ситуація в СРСР змінилася, і малі народи, в тому числі азербайджанці, отримали можливість слухати і вивчати фольклор і народну музику. В Азербайджані був налагоджений серійний випуск грамзаписів мугама.

### Відродження мугама
В сімдесятих роках XX століття мугам став відроджуватися завдяки зусиллям ЮНЕСКО, під егідою якого в 1971 році в Москві, в 1973 році в Алма-Аті і в 1978 і 1983 рр-х в Самарканді пройшли перші міжнародні симпозіуми та фестивалі традиційної музики. Отримавши найширший резонанс в радянському суспільстві, вони сприяли пробудженню нового інтересу до мугаму, як до традиційного музичного мистецтва — мистецтву високого класу. Так само сприяє цьому і Міжнародний центр мугама в Баку, зданий в експлуатацію в грудні 2008 року.
Уже в наші дні, завдяки такому яскравому ханенде як Алім Гасимов, мугам отримав широку популярність не тільки в Європі, але і в США, Канаді, Японії та інших країнах.

### Фестивалі та конкурси мугама
18–25 березня 2009 в Баку відбувся Міжнародний фестиваль «Світ Муґама», в рамках якого пройшли: міжнародний науковий симпозіум, міжнародний конкурс виконавців мугама, численні мугамні опери і концерти симфонічних і класичних мугамів. Роботу міжнародного фестивалю завершив гала-концерт, який відбувся 25 березня 2009 року у «Палаці імені Гейдара Алієва» в Баку. Основними цілями Міжнародного фестивалю Муґама були популяризація азербайджанського мугама в сучасному світі і заняття їм більш помітного місця в сучасному культурному просторі світу.

## Мистецтво мугама
Азербайджанський мугам по ряду загальних художніх рис рідниться з такими східними музичними традиціями, як турецькі Таксимо, іранські дестґяхі, уйгурскі муках, узбецько-таджицькі шашмаками, арабські нубі, індійські раги й ін. Мугам сприймається азербайджанцями як одна з головних культурних цінностей, складових основу національного самосвідомості народу.

## Форми мугама
Форми мугама різні, але при цьому кожна з них має свою окрему назвау. Основні музичні форми мугама це — дестґях (вокально-інструментальний або чисто інструментальний), мугам (вокально — інструментальний, сольно-інструментальний і сольно-вокальний) і зербі-мугам.

### Дестґях
Дестґях (також «Дастґях») є найбільшою за масштабом і художньою цінністю мугамних форм в азербайджанській музиці. Вокально-інструментальні дестґяхи, які є найбільш ранніми видами дестґяха, набули поширення в Азербайджані в XIX столітті, переважно, в містах Баку, Гянджа, Шемаха, Шеки, Ленкорань і ін. Перше наукове опис дестґяха отримали в 1884 році, в трактаті азербайджанського вченого Міра Мохсуна Навваба — «Візухіль аргам». У 1922 році в Баку було відкрито перше музичний навчальний заклад європейського типу, в якому викладання мугама було введено в навчальну програму [джерело не вказано 1636 днів]. Група найавторитетніших музикантів того часу, таких, як Сеїд Шушинський, Зульфія Адігьозалов, Ахмедхан Бакіханов, Мірза Фарадж Рзаєв, Мірза Мансур Мансуров та ін., за дорученням Узеїра Гаджибекова створили навчальні посібники з вивчення дастгяхів.

### Зербі-мугам
Головною відмінною особливістю зербі-мугамів (також званих «ритмічними мугамами») є його супровід при виконанні тріо сазандарів, один з яких є співаком. При цьому провідна роль при виконанні відводиться ударному інструменту — деф і нагару.
До зербі-мугамам відносяться: «Карабах шікестесі», «Аразбари», «Кесмен шікесте», «Овшари», «Мансурія», «Ейрати», «Керем», «Сіма-Шамс». При цьому особливою популярністю серед народу користується «Карабаг-шікестесі».

## Виконання
Мугам в Азербайджані виконується зазвичай в супроводі тріо сазандарів, до складу яких входять: таріст, кеманчіст і бубніст. Часто бубніст сам є і співаком (ханенде). Тематика мугамів найчастіше обмежується сферою лірики — любовної і філософської. Газелі таких класиків, як Нізамі, Фізулі, Хагані, Відаді, Насими, Самеда Вургуна, Молла Панахі Вагифа, Аліага Вахида та ін., є поетичними текстами мугамів.
Виконавців мугама в Азербайджані називають ханенде і сазенде.

### Виконавці минулого
Найзнаменитішими виконавцями мугамів в Азербайджані були: Сеїд і Хан Шушінського, Бюльбюль, Джаббар Кар'ягдиогли, Гусейнкулі Сарабський, Зульфія Адігёзалов, Алескер Абдуллаєв, Мірза Саттар, Міртагі Мірбабаев, Меджид Бейбутов, Гаджи Гуси, Мешаді Иси, Абульгасан-хан Азер Ігбал, Мірза Мухтар Мамедзаде, Бюльбюльджан, Агасаід Агабалаогли, Кечачіогли Магомед, Іслам Абдуллаєв, Мешаді Мамед Фарзалиев та ін.
З інструменталістів минулого слід відзначити: таристи Мешаді Джаміль Аміров, Ширін Ахундов, Мірза Садигов Асад-огли, Мірза Фарадж Рзаєв, Мешаді Зейнал Хагвердіев, Гурбан Пірімов, брати Бакіханова, Мірза Мансур Мансуров, Паша Алієв, Фируз Алізаде, кеманчісти Гилман Салахов і Ісмаїл Талишінський, гармоністи Кямрабейім, Ахад Алієв, Абуталиб Юсифов, Кербалайі Лятіф, Теййуб Дамиров, зурначі Алі Керімов і ін.

### Виконавці радянського періоду
До виконавців радянського періоду відносять ханенде Шовкет Алекперова, Агігат Рзаева, рубаб Мурадова, Тофан Алієва, Гаджібаба Гусейнов, Явер Калантарлі, Абульфат Алієв, Гулу Аскеров, Наріман Алієв, Захра Рагимова, Джахан Талишінская, Фатма Мехралієва, Ягуб Мамедов, Нахмет Мехтієв та ін.
Тарісти Ахсан Дадашев, Бахрам Мансуров, Аліага Кулієв, Баба Салахов, Кямиль Ахмедов, Гаджи Мамедов, Хабіб Байрамов, Мамедага Мурадов, Амірулла Мамедбейлі, Хосров Меліков, Аділь Герай, Енвер Мансуров, Агаселім Абдуллаєв, каманчісти Ельман Бадалов, Адалят Везіров, Гилман Салахов, Талят Бакіханов, гармоністи Ахад Фарзаліогли, Мешаді Алі, Лятіф Алієв, Абуталиб Юсифов, Тейюб Дамиров, Закир Мірзоєв, виконавці на народних духових інструментах Надир Ахундов, Агасаф Сєїдов, Фируз і Магерою Зейналова, гаваліст Азізага Наджефзаде.

### Сучасні виконавці
Іслам Рзаєв, Аріф Бабаєв, Баба Махмудогли (Мірзоєв), Мелекханум Еюбова, Забито Набізаде, Захід Гулієв, Алибаба Мамедов, Джанай Акперов, Агахан Абдуллаєв, Алім Гасимов, Фергана Мовламова, Мансум Ібрагімов, Сакіне Ісмаїлова, Гандаб Гулієва, Нурія Гусейнова та ін.
Тарісти Агасалім Абдуллаєв, Заміг Алієв, Ваміг Мамедаліев, Мохлат Муслимов, Фируз Алієв, Сарвар Ібрагімов, Гадир Рустамов, Малик Мансуров, каманчісти хабіль Алієв, Мірназім Асадуллаев, Шафіге Ейвазова, Фахраддін Дадашев, Ельшан Мансуров, Муніс Шаріфов, гаваліст Махмуд Салах.

## Споріднені жанри

### Мугам-опера
Відомі мугам-опери написали Узеїр Гаджибеков — «Лейлі і Меджнун», Муслім Магомаєв — «Шах Ісмаїл».
Також теоретичне вивчення основ мугаму було в основі всієї творчості Узеїра Гаджибекова, зокрема і його головної "класичної" опери «Керогли».

### Симфонічний мугам
Жанр симфонічного мугаму був створений Фікретом Аміровим (який написав у ньому 3 твори: «Шур», «Кюрд-овшари» та «Гюлістан Баяти-шираз»). Також симфонічні мугами створили Ніязі («Раст»), Сулейман Алескеров («Баяти-шираз») та інші.

### Джаз-мугам
Поєднання мугамної традиції та джазу, перш за все, є заслугою Вагіфа Мустафазаде та його дочки Азізи.